# Lewistown, Pennsylvania
Lewistown är administrativ huvudort i Mifflin County i delstaten Pennsylvania. Enligt 2020 års folkräkning hade Lewistown 8 579 invånare.